# Brives-Charensac
Brives-Charensac település Franciaországban, Haute-Loire megyében. Lakosainak száma 4242 fő (2022. január 1.). Brives-Charensac Chadrac, Coubon, Le Monteil, Le Puy-en-Velay és Saint-Germain-Laprade községekkel határos.

## Népesség
A település népességének változása:
| Lakosok száma | 2880 | 4069 | 4399 | 4118 | 4203 | 4103 | 4085 | 4185 | 4238 | 4242 |
|               | 1968 | 1982 | 1990 | 2006 | 2013 | 2015 | 2017 | 2019 | 2020 | 2022 |